# 펌프 잇 업 프로
펌프 잇 업 Pro는 최초의 스핀오브 작품으로 북미쪽 첫 번째 작품에 해당되는 북미지역(캐나다, 미국)전용 펌프 잇 업이다.

## 개요
북미에서 DDR과 경쟁하였으나 코나미의 소송문제로 개발이 중지된 스텝매니아 데이터 대응 댄스 게임 인 더 그루브(In the GROOVE)시리즈의 제작진 일부가 ROXOR에서 퇴사한 후 펀 인 모션(Fun in motion)이라는 새로운 회사를 설립, 안다미로의 지원으로 별도 개발하여 북미(캐나다, 미국)지역 한정용으로 내놓은 버전. 이 때 북미지역은 이미 DDR이 장악하고 있었고, 펌프 잇 업은 대체적으로 아시아, 오세아니아 지역과 중남미지역에서 강세였기 때문에 북미시장 개척을 위해서도 적절한 선택이었던 듯 하다.

## 게임 시스템/기기 문제
기존의 펌프 잇 업 시리즈와는 굉장히 이질적인 모양새를 하고 있으며, 안다미로에서 제작한 엔진을 기반으로 한 것이 아닌 PC용 소프트웨어인 스텝매니아를 기반으로 제작하였다. 덕분에 스텝매니아에서 실행가능한 모든 플레이 옵션이 곡 선택시 설정 가능하며, 이를 위해서 펌프 잇업 Pro가 설치된 기기에는 별도로 본체에 방향설정과 선택을 위한 버튼이 달리게 되었다. (최초 버전 출시에 사용된 SD 기체에서는 달리는 것을 보지는 못했으나 이론상으로는 가능하다. FX기체는 전면부 안내판을 제거하고 전면부 안내판 위치에 달리게 되며, SX기체에는 전면부나 기기 모니터 옆부분에/기기 문제로 달리게 된다.) 이로 인해서 모든 기체에는 방향 설정과 선택을 위한 버튼이 전부 달리게되며 예외적으로는 DX기체는 Pro 적용(버튼 적용)이 불가능하다. 인 더 그루브의 사실상의 사운드 디렉터였던 카일 워드(Kyle Ward=KaW=ZigZag)라는 사람이 이 펌프 잇 업 Pro의 개발에 즈음해 안다미로로 옮겨왔다. 덕분에 신곡 중에서는 인 더 그루브의 냄새가 짙은 곡들이 많다. NX2에 이식수록된 에너자이저도 그 중 하나. 인 더 그루브2에서 지원하던 기능(USB를 이용한 커스텀 패턴 삽입가능)은 전부 지원한다. 실질적으로 FX의 외부에 달린 USB가 제대로 기능을 발휘한 최초의 시리즈. 스텝매니아 기반이긴 하지만, DDR처럼 1롱노트 = 1노트 시스템이 아니다. (즉 일반 펌프 잇 업처럼 콤보가 쭉쭉 올라간다.)

## 비공식 가동
일본의 World Game Circus 오락실에서 직수입으로 들여놓기도 했다. 이는 비공식적인 일본에서의 가동에 해당되며, 이로 인해서 일본의 몇몇 해외게임 전문 오락실에서는 프로2가 구동되는 계기가 되었으나 앞으로 비공식적인 일본 가동시 본가쪽을 직수입 하는 형태로 가동될 가능성이 높다.

## 게임 모드
곡 선택이나 배속 및 랜덤모드 등 각종 설정시 발판이 아닌 전면부 버튼을 사용해 설정하게 된다.
게임의 난이도는 다음과 같다.
- Easy
- Mideum(본가쪽 노말에 해당된다.)
- Hard
- Crazy
- Nigntmare
- Routine(현재 피에스타 EX, 피에스타 2에서의 합플모드에 해당된다)

## 곡 목록
- 반야 - 이그니션 스타츠
- 반야 - 힙노시스
- 클론 - 돌아와
- 클론 - 펑키 투나잇
- 노바소닉 - 또 다른 진심
- 반야 - 파이널 오디션
- 반야 - 엑스트라바간자
- 반야 - 파이널 오디션 2
- 반야 - 태동
- 반야 - 터키 행진곡
- 타샤니 - 경고
- 반야 - 오! 로사
- 반야 - 무혼
- 반야 - 미스터 라푸스
- 반야 - 베토벤 바이러스
- 노바소닉 - 슬램
- 이박사 - 스페이스 판타지
- 듀크 - 스타리안
- 반야 - 치킨 윙
- F2 오리지널(반야) - 라젠스키 캉캉
- 이박사 - 몽키 매직
- 반야 - 파이널 오디션 에피소드 1
- 반야 - 닥터. M
- 반야 - 엠페러
- 반야 - 러브 이스 어 대인저 존
- 반야 - 마리아
- 반야 - 윈터
- 반야 - 윌 O' 더 위스프
- 반야 - 미스'S 스토리
- 반야 - 댄스 위드 미
- 반야 - 부크
- 반야 - 우편마차
- 파파 곤잘레스 - 밤볼레
- 반야 - 비
- 스쿱 핏, 조이스 라일 - 클랩 유어 핸즈
- 퀸 라틴 - 콩가
- 반야 - D 갱
- 모즈키토 - 에레스 파라 미
- 반야 - 헬로
- 칼로스 T. 퀼라 - 에브리바디
- 리사 쿨 & 더 사우스 스피릿 - 렛 더 선샤인
- 모즈키토 - 멕시 멕시
- 반야 - 비트 오브 더 워
- 반야 - 컴 투 미
- 반야 - 파이널 오디션 3 U.F.
- 반야 - 태동 2
- 반야 - 몽키 핑거즈
- 반야 - 블레이징
- 반야 - 펌프 미 아마데우스
- 반야 - X-트림
- 반야 - 겟 업!
- 크래쉬 - 디그니티
- U;니 - 가
- 데비 스코트 - 키스 미
- 크리스틴 - 바 비 루 비 라
- 빅토리아 - 워치 아웃
- P.허나데즈 & B.토마스 - 본 투 비 얼라이브
- 렉시 - 애송이
- 1타임 - 핫 뜨거
- 왁스 - 내게 남은 사랑을 다 줄게
- 반야 - 하이 바이
- 반야 - 무혼 2
- 반야 - 캐논-D
- 반야 - 트림 북 오브 더 워 리믹스
- 반야 - 비트 오브 더 워 2
- 반야 - 월광
- 반야 - 위치 닥터
- 반야 - 러브 이스 어 대인저 존 pt. 2
- 반야 - 팬텀
- 반야 - 파파 곤잘레스
- 조PD - 친구여
- 거북이 - 왜 이래?
- 루이스 - 중화반점
- 스푸키 바나나 - 소방관 아저씨
- 반야 - 러브 이스 어 데인저 존 pt. 2: 트라이 투 B.P.M.
- 이 얍 - 위치 닥터 #1
- 이 얍 - 아크 오브 다크니스
- 이 얍 - 키메라
- 다이나믹 듀오 - 고백
- 에픽 하이 - 플라이
- 현진영 vs 이 얍 - 흐린 기억속의 그대
- 지니 - 자유로와!
- 김종국 - 사랑스러워
- 어어부 밴드 - 종점보관소
- 넥스트 - 그대에게
- 애플잼 - 스노우 드림
- 메이 - 지나가던 꽃미남 캐릭터다
- 반야 프로덕션 - 2006 사랑가
- 반야 프로덕션 - 두 유 노우 댓 -올드 스쿨-
- 반야 프로덕션 - 건 락
- 반야 프로덕션 - 투우사의 노래
- 현진영 - 현진영 고! 진영 고!
- 박향림 vs 이 얍 - 오빠는 풍각쟁이야
- 타이푼 - 그래서
- 조PD & 브라운 아이드 걸스 - 홀드 더 라인
- 샘-I-앰 - 할레이
- 기프티드 - 위 고잉 플라이 리믹스
- 이 얍 - 파이널 오디션 에피소드 2-1
- 이 얍 - 파이널 오디션 에피소드 2-2
- 이 얍 - 위-엑-닥-바
- 이 얍 - 비메라
- 오닉스 - !
- 코퍼레이션 - 에일리언스 인 오어 미드츠
- 반자이 - 아누비스
- 버질 - 아트 시티
- 라구나 - 비 마이 프렌드
- 알파델타 - 블로우 마이 마인드
- 레 브루즈 - 부기 랜드
- 소닉 디멘션 - 챱스틱스
- 인스펙터 K - 클로쿼크 제네시스
- 플레이메이커 (피트. 로빈) - 커밍 아웃
- 오실레이터 X - 댄스 올 나잇
- 엘피스 - 댄스 바이브레이션스
- 카우 - 돈 (퍼페튜얼 믹스)
- 스마일리 - 데스티니
- 오실레이터 X - DJ 슈퍼스타
- 플레이 메이커 - 두 웟 유 워너 두
- 지그재그 - 에너자이저
- 카우 - 에스퍼런자
- 반자이 - 엑소티카
- 에스키모 & 아이스버드 (피트. 마리아 메레테) - 필스 저스트 라이크 댓 나이트
- 머니 디럭스 - 펑크 팩토리
- 소닉 디멘션 - 그루빙 모션
- 오닉스 - 하세 미크
- 쿠리-질 - 힐 앤 토
- 인스펙터 K - 인커니토
- 인스펙터 K - 인펙션
- 라구나 - 인토 마이 드림
- 버질 - 잇츠 오버 나우
- Jsl4 - 줄리 -유로믹스-
- 웬 머신 드림 - 러브 이터널
- 어피니티 - 모노리스
- 버질 - 문스톤
- 플레이메이커 - 나이트무브스
- 카우 - 오아시스
- 쿠리-질 - 라디우스
- 반자이 - 라
- 쿠리-질 - 리-레이브
- 안드리스 비클룬드 - 라이더스, U나이트!
- 케이비트 - 로보틱스
- 에스키모 & 아이스버드 - 라운드 앤 라운드
- 오닉스 - 스탑! & 고
- 스마일리 - 섬머 ~스피디 믹스~
- 플레이 메이커 - 선샤인
- 카우 - 테이크 미 백
- 알파델타 - 테이크 마이 타임
- 스마일리 - U토피아
- 인스펙터 K - 버츄얼 이모션
- 지그재그 - VVV
- 카우 - 후
- 스마일리 - 슈샤
- 어피니티 - Y2Z
- 반자이 - 조디악
- 웬 머신 드림 - 에필로그
- 카우 (피트.스마일리) - 유포리아
- 코코넛 - 키티 캣
- 코코넛 - 레이디버그
- SCI 가이즈 - 런던 버드지
- 카우 (피트.샘-I-엠) - 무브 잇 그루브 잇
- 코코넛 - 슈팅 스타
- 오실레이터 X - 스타일 온 마이 스피드 디얼
- 인스펙토 K - 텐션
- 카우 - 트리벌 스타일

## 이전 버전과 다음 버전
| 펌프 잇 업 시리즈 | 펌프 잇 업 시리즈 | 펌프 잇 업 시리즈 | 펌프 잇 업 시리즈 | 펌프 잇 업 시리즈 |
| ----------------- | ----------------- | ----------------- | ----------------- | ----------------- |
| 펌프 잇 업 NXA    | <-                | 펌프 잇 업 프로   | ->                | 펌프 잇 업 프로 2 |